# 圣皮埃尔莱讷穆尔
圣皮埃尔莱讷穆尔（法語：Saint-Pierre-lès-Nemours，法語發音：[sɛ̃ pjɛʁ lɛ nəmuʁ] ⓘ，意为“讷穆尔附近的圣皮埃尔”）是法国法蘭西島大區塞纳-马恩省的一个市镇，属于枫丹白露区。 

## 地理
圣皮埃尔莱讷穆尔（48°15'55"N, 2°40'47"E）面积21.62 平方千米，位于法国法蘭西島大區塞纳-马恩省，该省份为法国北部内陆省份，北起瓦兹省，西接埃松省、马恩河谷省、塞纳-圣但尼省和瓦兹河谷省，南至卢瓦雷省，东南接约讷省，东临马恩省和奥布省，东北接埃纳省。
与圣皮埃尔莱讷穆尔接壤的市镇（或旧市镇、城区）包括：卢万河畔巴尼欧、舍夫兰维利耶、达尔沃、法伊莱讷穆尔、卢万河畔格雷、拉尔尚、蒙库尔-弗罗蒙维尔、讷穆尔、奥尔梅松。

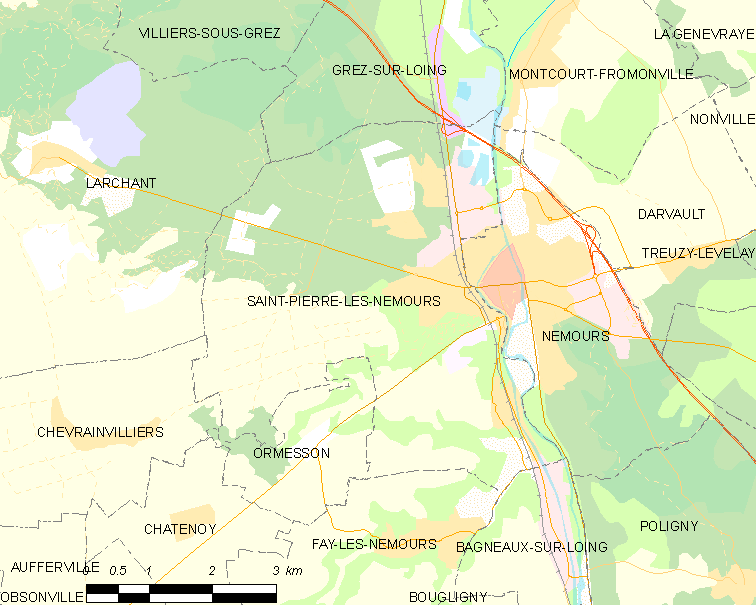
圣皮埃尔莱讷穆尔的OSM定位图

圣皮埃尔莱讷穆尔的时区为UTC+01:00、UTC+02:00（夏令时）。

## 行政
圣皮埃尔莱讷穆尔的邮政编码为77140，INSEE市镇编码为77431。

## 政治
圣皮埃尔莱讷穆尔所属的省级选区为讷穆尔县。

## 人口

1962-2008年间圣皮埃尔莱讷穆尔人口变化图示

圣皮埃尔莱讷穆尔于2022年1月1日时的人口数量为5424人。